# Galtåsen
Galtåsen ist ein 361,6 Meter hoher Berg im Südschwedischen Hochland und zudem der höchste Punkt in der historischen schwedischen Provinz Västergötland, welche zu Västra Götalands län gehört.
Zum Gipfel führt ein Wanderweg (Galtåsenleden), der in Ulricehamn beginnt.